# Palermo Notarbartolo vasútállomás
Palermo Notarbartolo vasútállomás egy vasútállomás Olaszországban, Szicília régióban, Palermo megyében, Palermo településen. Forgalma alapján az olasz vasútállomás-kategóriák közül az arany kategóriába tartozik.

## Vasútvonalak
Az állomást az alábbi vasútvonalak érintik:
- Palermo Centrale-Palermo Sampolo-vasútvonal
- Palermo Notarbartolo–Palermo Aeroporto railway
- Palermo Ring Railway